# Gonio

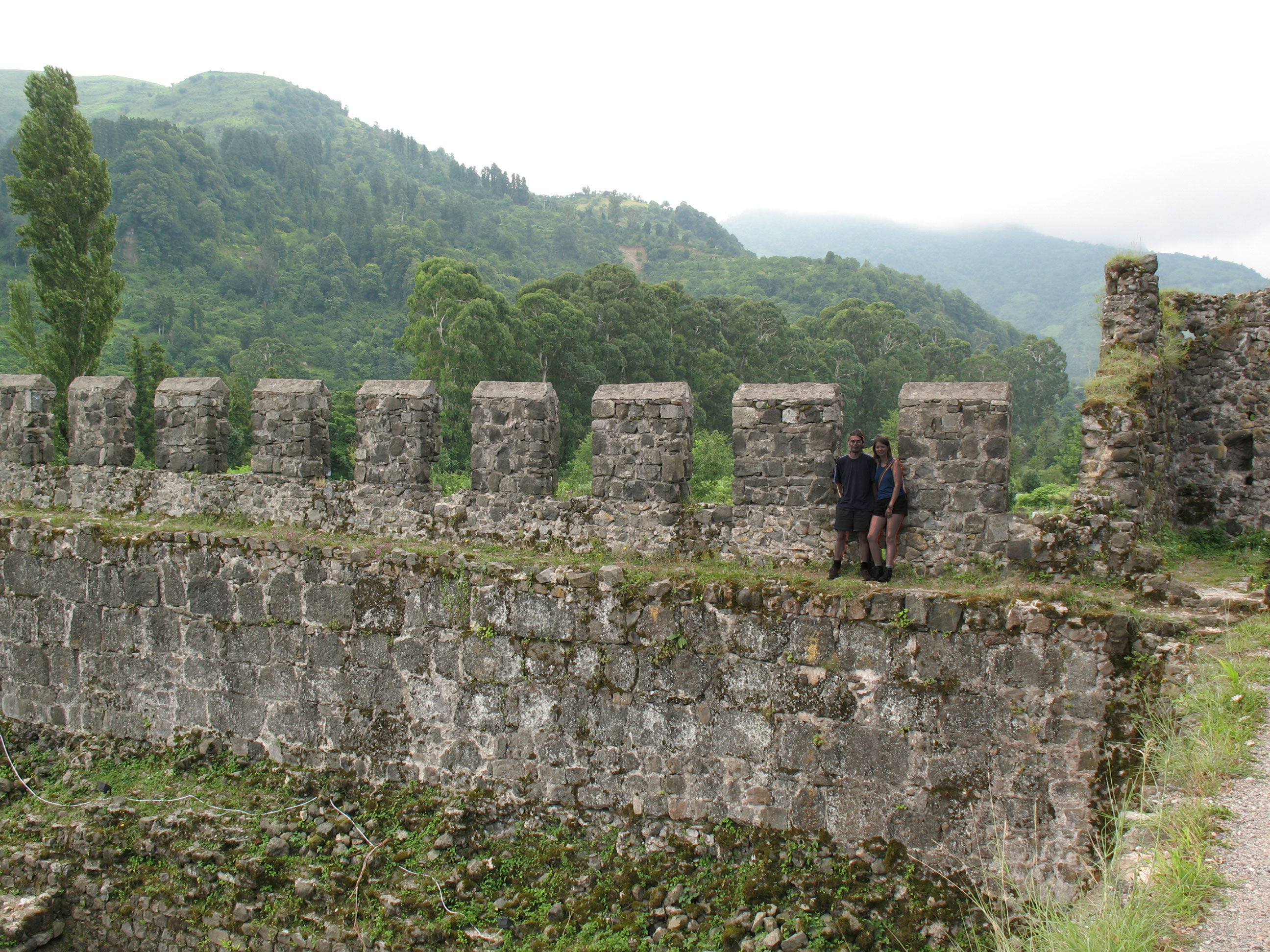
Mury twierdzy Gonio

Forteca Gonio (gruz.: გონიოს ციხე, dawna nazwa: Apsaros lub Apsaruntos) – rzymska fortyfikacja umiejscowiona przy ujściu rzeki Czoroch do Morza Czarnego w rejonie Adżaria w Gruzji, 15 km na południe od Batumi, 4 km na północ od granicy tureckiej.
Najstarsze zapiski odnoszące się do tego miejsca znajdują się u Pliniusza Sekundusa (pierwsze stulecie naszej ery). W II wieku było to dobrze umocnione rzymskie miasto ówczesnej kolonii Kolchidy, po czym znalazło się pod wpływami bizantyńskimi. W XIV w. o nazwie "Gonio" po raz pierwszy wzmiankował Michel Panaretos. W 1547 r. forteca została zdobyta przez Turków osmańskich, którzy utrzymywali ją do 1878 r, kiedy to na podstawie traktatu w San Stefano, Adżaria stała się częścią Rosyjskiego Imperium.
Miasto słynęło też z teatru i hipodromu.
Legenda głosi, że na terenie fortecy znajduje się grób świętego Macieja, jednego z dwunastu apostołów. Rząd gruziński zabrania jednak prowadzenia wykopalisk w pobliżu cmentarza. Archeologiczne prace przeprowadzone w pobliżu fundamentów fortecy, dotyczą głównie czasów rzymskich.

## Polskie wykopaliska
W 2012 roku polscy specjaliści przeprowadzili pomiary geodezyjne i geofizyczne na terenie fortecy. W 2014 roku odbył się pierwszy sezon prac wykopaliskowych Polsko-Gruzińskiej Ekspedycji Gonio-Apsaros pod kierunkiem Radosława Karasiewicza-Szczypiorskiego z Instytutu Archeologii Uniwersytetu Warszawskiego oraz Shota Mamuladze, dyrektora Muzeum i Rezerwatu Gonio–Apsaros. Badania współprowadzi Instytut Archeologii UW oraz Agencja Ochrony Dziedzictwa Kulturowego Adżarii, w pierwszych latach (do 2016) również Centrum Archeologii Śródziemnomorskiej UW. Odkryto między innymi zabudowania term z początków obecności wojska rzymskiego na tych terenach, wzniesione w I w. n.e. Na podstawie wyników badań geofizycznych można w przybliżeniu określić powierzchnię całej budowli, która wynosiła ponad 1100 m². Odsłonięto również mozaiki datowane na II wiek n.e. –  jedne z najstarszych mozaik na terenie Zakaukazia: w 2015 roku mozaikę z motywami geometrycznymi, natomiast w 2019, w sąsiednim pomieszczeniu domu dowódcy garnizonu rzymskiego, niewielkie fragmenty kolejnej, o nieco odmiennych barwach.